# Чемберс (округ, Алабама)
Шаблон:StateAbbr_ 32°54′40″ пн. ш. 85°23′38″ зх. д. / 32.911111111111° пн. ш. 85.393888888889° зх. д.
Чемберс (англ. Chambers County) — округ (графство) у штаті Алабама США. Ідентифікатор округу 01017. Окружний центр — місто Лафаєтт.

## Історія
Округ утворений 1832 року.

## Демографія
За даними перепису 2000 року
загальне населення округу становило 36583 осіб, зокрема міського населення було 18374, а сільського — 18209.
Серед них чоловіків — 17285, а жінок — 19298. В окрузі було 14522 господарств, 10197 родин, які мешкали в 16256 будинках.
Середній розмір родини становив 3,01.
Віковий розподіл населення поданий у таблиці:
| Стать    | До 15 років | 15-21 | 22-29 | 30-39 | 40-49 | 50-65 | 65-85 | Понад 85 |
| -------- | ----------- | ----- | ----- | ----- | ----- | ----- | ----- | -------- |
| Чоловіки | 3808        | 1716  | 1744  | 2437  | 2504  | 2860  | 2005  | 211      |
| Жінки    | 3701        | 1690  | 1904  | 2434  | 2640  | 3217  | 3105  | 607      |

За даними перепису населення 2010 року населення округу становило 34 215 осіб. Населення за 10 років зменшилося на 7%.

## Суміжні округи
- Рендолф — північ
- Труп, Джорджія — схід
- Гарріс, Джорджія — південний схід
- Лі — південь
- Таллапуса — захід

## Виноски
1. ↑  U.S. Decennial Census. United States Census Bureau. Архів оригіналу за 26 квітня 2015. Процитовано 22 серпня 2015.
2. ↑  Historical Census Browser. University of Virginia Library. Архів оригіналу за 11 серпня 2012. Процитовано 22 серпня 2015.
3. ↑  Forstall, Richard L., ред. (24 березня 1995). Population of Counties by Decennial Census: 1900 to 1990. United States Census Bureau. Архів оригіналу за 24 вересня 2015. Процитовано 22 серпня 2015.
4. ↑  Census 2000 PHC-T-4. Ranking Tables for Counties: 1990 and 2000 (PDF). United States Census Bureau. 2 квітня 2001. Архів оригіналу (PDF) за 18 грудня 2014. Процитовано 22 серпня 2015.
5. ↑  State & County QuickFacts. United States Census Bureau. Архів оригіналу за 9 серпня 2014. Процитовано 15 травня 2014. [Архівовано 2014-08-09 у Wayback Machine.](англ.) Наведено за англійською вікіпедією.
6. ↑  American FactFinder. Бюро перепису населення США. Архів оригіналу за 26 лютого 2012. Процитовано 31 січня 2008. [Архівовано 2008-05-21 у Wayback Machine.]
7. ↑  Чемберс на сайті «Open-Public-Records». Архів оригіналу за 15 квітня 2012. Процитовано 17 квітня 2012. Чемберс на сайті «Open-Public-Records» (англ.)

| США | Це незавершена стаття з географії США. Ви можете допомогти проєкту, виправивши або дописавши її. |